# Farman 12We
Le Farman 12We est un moteur d'avion 12-cylindres en W conçu et construit par Farman au début des années 1920. Sa puissance de sortie était de 500 ch (370 kW).

## Conception et développement
La société Farman développa et produisit des moteurs d'aviation à partir de 1915. Le 12We fut le moteur le plus produit par la société. Il fut calqué sur la conception du Napier Lion avec trois bancs de quatre cylindres en W et refroidissement liquide.
Le 12We a d'abord équipé un Farman F.60 Goliath en octobre 1922 et permit en 1924 de battre un record de distance sur un Farman F. 62, le moteur tournant sans s’arrêter durant 38 heures.

## Variantes
12Wers : avec réducteur 0,5:1 et compresseur volumétrique KP24

## Applications
Aviation :
- Breguet 19
- Dewoitine D.14 (en)
- Dornier Do J
- Farman A.2
- Farman F.60 Goliath
- Farman F.62
- Farman F.140 Super Goliath
- Farman F.160
- Farman F.170 Jabiru
- Farman F.180
- Farman F.1000
- Latécoère 21
- Latécoère 23
- Latécoère 24
- Latécoère 32
- Latham 47
- Lublin R-VIII
- Potez 25
- Potez 28

## Moteurs exposés
Certains moteurs Farman 12We sont en exposition statique dans les musées suivants :
- Deutsches Museum Flugwerft Schleissheim[3]

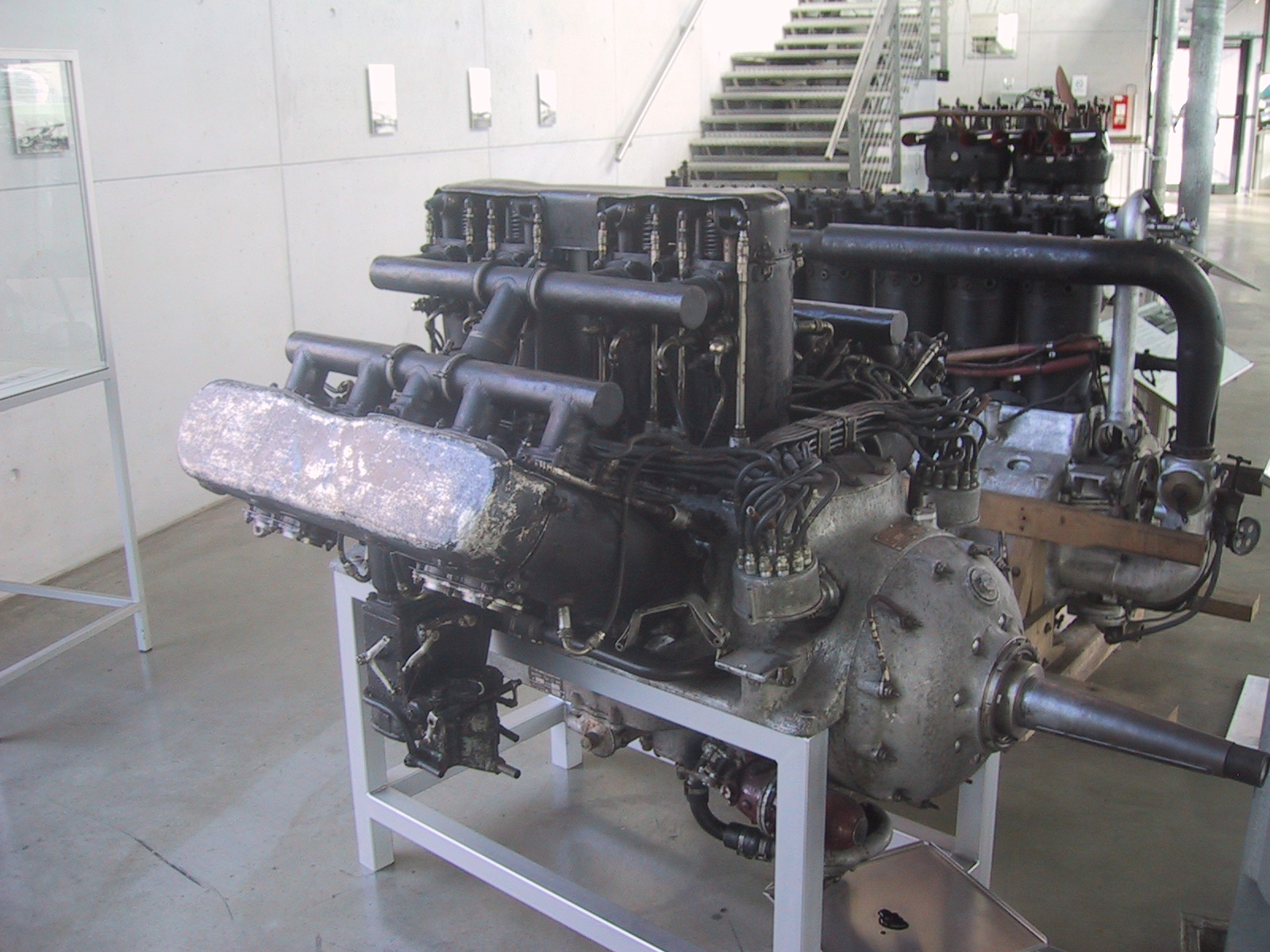
Vue du côté droit d'un Farman 12We au Deutsches Museum Flugwerft Schleissheim

- Musée polonais de l'aviation[4]

## Voir aussi

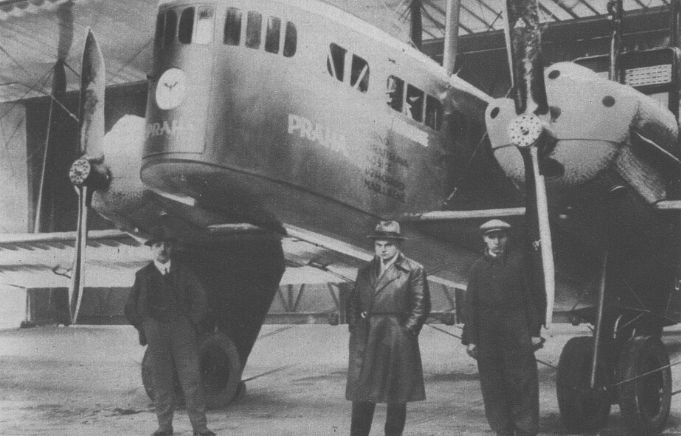
Farman F.60 Goliath en 1929